# فرماندهی فضایی ایالات متحده آمریکا
فرماندهی فضایی ایالات متحده آمریکا (به انگلیسی: United States Space Command) یا به‌اختصار اسپیسکام از فرماندهی‌های یکپارچه رزمی وزارت دفاع ایالات متحده آمریکا است.
این فرماندهی در اصل در سپتامبر ۱۹۸۵ به منظور هماهنگ سازی استفاده از فضای بیرونی توسط نیروهای مسلح ایالات متحده آمریکا خلق شد. فرمانده کل فرماندهی فضایی ایالات متحده (CINCUSSPACECOM) به عنوان فرمانده کل فرماندهی دوملیتی دفاعی هوافضای آمریکای شمالی (CINCNORAD) نیز عمل می‌کرد و بیشتر مواقع در دوران وجود USSPACECOM فرمانده فرماندهی فضایی نیروی هوایی نیز بود.
لایحه بودجه دفاعی ۲۰۱۹ که در سال ۲۰۱۸ به قانون تبدیل شد دستور بازتاسیس فرماندهی فضایی ایالات متحده را به عنوان یک فرماندهی رزمی زیریکپارچه تحت فرماندهی استراتژیک ایالات متحده صادر کرد. در عوض، فرماندهی فضایی رسماً در ۲۹ اوت ۲۰۱۹ به عنوان یک فرماندهی رزمی یکپارچه کامل بازتاسیس شد.